# Peter Krawietz
Peter Krawietz (* 31. Dezember 1971 in Mainz) ist ein deutscher Fußballtrainer. Mittlerweile ist er Co-Trainer von Zsolt Lőw bei RB Leipzig.

## Leben
Er war von 2015 bis 2024 als Co-Trainer beim FC Liverpool angestellt. Davor hatte er eine Station als Co-Trainer bei Borussia Dortmund (2008–2015) und war als Chefscout beim 1. FSV Mainz tätig (2001–2008). Seit März 2025 ist er Co-Trainer bei RB Leipzig.

## Karriere als Trainer

### Anfänge
Seine Trainer-Karriere begann er als Chefscout beim 1. FSV Mainz vom 28. Februar 2001 bis 30. Juni 2008.

### Borussia Dortmund
Zum 1. Juli 2008 begann er seine Amt als Co-Trainer an der Seite von Jürgen Klopp bei den Borussen. In dieser Zeit konnten die Schwarz-gelben zweimal hintereinander (2011/11 + 2011/12) die Bundesliga gewinnen. Seine Amtszeit endete einen Monat nachdem Klopp seine Position als Cheftrainer freiwillig niederlegte am 30. Juni 2015. 

### FC Liverpool
Am 8. Oktober 2015 übernahm er gemeinsam mit Jürgen Klopp die Position des Co-Trainers beziehungsweise des Chef-Trainers. In dieser Zeit konnte man unter anderem die UEFA Champions-League (2018/19) und auch die FIFA Klub-WM (2019/20) gewinnen. Er beendete auch hier sein Amt wie Jürgen Klopp zum 30. Juni 2024.

### RB Leipzig
Am 30. März 2025 wurde verkündet, dass Peter Krawietz eine Position als Co-Trainer bei RB Leipzig bekommt. Sein Chef-Trainer ist hier Zsolt Löw. Beide haben eine Vertrag bis zum Saisonende unterschrieben.

## Erfolge

### Als Trainer

#### International
- UEFA-Champions League Sieger: 2019 (FC Liverpool)
- FIFA Klub-WM Sieger: 2020 (FC Liverpool)
- UEFA Supercup Sieger: 2020 (FC Liverpool)

#### Deutschland
- Deutscher Meister (2): 2011, 2012 (Borussia Dortmund)
- DFB-Pokal Sieger: 2012 (Borussia Dortmund)
- Deutscher Superpokal Sieger: 2014, 2015 (Borussia Dortmund)

#### England
- Englischer Meister: 2020 (FC Liverpool)
- Englischer Superpokal Sieger: 2023 (FC Liverpool)